# Türk Ekonomi Bankası
Türk Ekonomi Bankası (abrégé TEB) est une banque turque. Elle fait partie du groupe BNP Paribas.